# Robotmennesket
Robotmennesket (Originaltitel: Bicentennial Man) er en amerikansk science fiction drama familiefilm fra 1999 med Robin Williams og Sam Neill. Filmen blev instrueret af Chris Columbus og er baseret på romanen The Positronic Man forfattet af Isaac Asimov og Robert Silverberg, som selv er baseret på Asimovs originale novelle med titlen The Bicentennial Man.
Filmen handler om en robot ved navn Andrew og hans søgen efter at blive et almindeligt menneske. Plottet udforsker spørgsmål om menneskelighed, slaveri, fordomme, modenhed, intellektuel frihed, overensstemmelsesvurdering, køn, kærlighed og død.

## Medvirkende
- Robin Williams som Andrew Martin
- Embeth Davidtz som 'Little Miss' Amanda Martin/Portia Charney
- Sam Neill som 'Sir' Richard Martin
- Oliver Platt som Rupert Burns
- Kiersten Warren som Galatea
- Wendy Crewson som "Frue" Rachel Martin
- Hallie Kate Eisenberg som 'Little Miss' Amanda Martin, 7 år
- Lindze Letherman som 'Miss' Grace Martin, 9 år
- Angela Landis som 'Miss' Grace Martin
- John Michael Higgins som Bill Feingold, Martins advokat
- Bradley Whitford som Lloyd Charney
- Igor Hiller som Lloyd Charney, 10 år
- Joe Bellan som Robot Delivery Man
- Brett Wagner som Robot Delivery Man
- Stephen Root som Dennis Mansky, leder af Northam Robotics
- Lynne Thigpen som den anden formand/formanden for verdenskongressen

## Priser og nomineringer
Filmen blev nomineret til en Oscar for bedste makeup udført af Greg Cannom og to Blockbuster Entertainment Award, som tabte mod skuespillere fra henholdsvis Big Daddy og Never Been Kissed.
 Dette afsnit eller denne liste er kun påbegyndt. Hvis du ved mere om emnet, kan du hjælpe Wikipedia ved at tilføje mere.

## Tagline
- One robot's 200 year journey to become an ordinary man.